# Naprężenie główne
Naprężenie główne – wektor naprężenia normalnego {\displaystyle {\vec {\sigma }}_{n},} jakie występuje w takim punkcie przekroju poprzecznego ośrodka materialnego, w którym naprężenie styczne {\displaystyle {\vec {\tau }}} ma wartość zerową.
Poszukiwanie naprężeń głównych jest szczególnym przypadkiem zagadnienia własnego dla macierzy zawierającej elementy tensora naprężenia. Otrzymane wartości własne są naprężeniami głównymi, a wektory własne określają nową bazę takiego układu współrzędnych, w którym tensor naprężenia będzie miał postać diagonalną (a).
Większość używanych tensorów naprężenia jest symetryczna (z wyjątkiem np. niesymetrycznej teorii sprężystości bądź tensora Pioli-Kirchhoffa I rodzaju) więc naprężenia główne są rzeczywiste.
Naprężenia główne oznaczane są symbolami {\displaystyle \sigma _{1},} {\displaystyle \sigma _{2},} {\displaystyle \sigma _{3}.} Tensor naprężenia w układzie współrzędnych wyznaczonym przez wektory własne będzie miał współrzędne:
(a)     {\displaystyle \sigma _{ij}^{'}={\begin{pmatrix}\sigma _{1}&0&0\\0&\sigma _{2}&0\\0&0&\sigma _{3}\end{pmatrix}}.}
Umownie przyjmuje się kolejność: {\displaystyle \sigma _{1}\geqslant \sigma _{2}\geqslant \sigma _{3}.}
Naprężenia główne są pierwiastkami następującego równania:
{\displaystyle -\sigma ^{3}+I_{1}\sigma ^{2}-I_{2}\sigma +I_{3}=0,}
gdzie:
{\displaystyle \sigma } – naprężenie normalne,
{\displaystyle I_{1},} {\displaystyle I_{2},} {\displaystyle I_{3}} – niezmienniki stanów naprężenia, które można obliczyć z następujących wzorów:
{\displaystyle I_{1}=\sigma _{11}+\sigma _{22}+\sigma _{33}=\sigma _{1}+\sigma _{2}+\sigma _{3},}
{\displaystyle I_{2}={\begin{vmatrix}\sigma _{22}&\sigma _{23}\\\sigma _{32}&\sigma _{33}\end{vmatrix}}+{\begin{vmatrix}\sigma _{11}&\sigma _{13}\\\sigma _{31}&\sigma _{33}\end{vmatrix}}+{\begin{vmatrix}\sigma _{11}&\sigma _{12}\\\sigma _{21}&\sigma _{22}\end{vmatrix}}=}
{\displaystyle \qquad \qquad \qquad =\sigma _{1}\sigma _{2}+\sigma _{2}\sigma _{3}+\sigma _{3}\sigma _{1},}
{\displaystyle I_{3}={\begin{vmatrix}\sigma _{ij}\end{vmatrix}}=\sigma _{1}\sigma _{2}\sigma _{3},}
w których {\displaystyle \sigma _{1},\sigma _{2},\sigma _{3}} są naprężeniami głównymi.
Wartości niezmienników nie zmieniają się przy obrocie układu współrzędnych.
Trajektorią naprężenia głównego {\displaystyle \sigma _{i}} nazywamy krzywą o tej własności, że kierunki stycznych do tej linii są równocześnie kierunkami tego naprężenia głównego. Znajomość trajektorii, głównych naprężeń rozciągających w betonie elementów konstrukcyjnych, stanowi podstawę właściwego projektowania rozkładu zbrojenia rozciąganego w tych elementach.